# Николаевская ТЭЦ
Николаевская ТЭЦ — тепловая электростанция в городе Николаевск-на-Амуре (Хабаровский край). Основной источник электро- и теплоснабжения в изолированном от единой энергосистемы Николаевском энергоузле. Входит в состав АО «Дальневосточная генерирующая компания» (входит в группу РусГидро), филиал «Хабаровская генерация».

## Конструкция станции
Николаевская ТЭЦ представляет собой тепловую паротурбинную электростанцию (теплоэлектроцентраль) с комбинированной выработкой электроэнергии и тепла. Установленная мощность электростанции — 130,6 МВт, установленная тепловая мощность — 321,2 Гкал/час. Тепловая схема станции выполнена с поперечными связями по основным потокам пара и воды, ТЭЦ имеет в своём составе две группы основного оборудования: с давлением 40 кгс/см² и температурой 440°С (турбоагрегаты № 1 и 2, котлы БКЗ-75-39ФБ) и с давлением 100 кгс/см² и температурой 540°С (турбоагрегаты № 3 и 4, котлы БКЗ-160-100ГМ). В качестве топлива используется природный газ сахалинских месторождений (з котла) и мазут (3 котла). Основное оборудование станции включает в себя:
- Турбоагрегат № 1 мощностью 12 МВт, в составе турбины ПТ-12-35/10-1,2 с генератором Т-2-12-2, введён в 1973 году;
- Турбоагрегат № 2 мощностью 12 МВт, в составе турбины ПТ-12-35/10-1,2 с генератором Т-2-12-2, введён в 1973 году;
- Турбоагрегат № 3 мощностью 55 МВт, в составе турбины К-50-90-4 с генератором ТВФ-63-2, введён в 1983 году;
- Турбоагрегат № 4 мощностью 55 МВт, в составе турбины Т-50/55-90-4 с генератором ТВФ-63-2, введён в 1987 году;
- Два дизель-генератора ДГ-72-1 мощностью по 0,8 МВт, введены в 1979 году.

Пар для турбоагрегатов вырабатывают три котла БКЗ-75-39ФБ и три котла БКЗ-160-100ГМ.

## История строительства и эксплуатации
Электроэнергетика Николаевска-на-Амуре долгое время базировалась на небольших ведомственных электростанциях, общая мощность которых к 1960 году составляла 7,2 МВт. В 1961 году было начато проектирование Николаевской ТЭЦ мощностью 24 МВт, строительство станции начали в 1967 году. В процессе строительства станцию перепроектировали с ургальского угля на мазут. Первый турбоагрегат был пущен в апреле 1973 года, в 1975 году строительство первой очереди Николаевской ТЭЦ было завершено. В 1978 году было начато строительство второй очереди станции, первый турбоагрегат второй очереди был пущен в 1983 году, строительство завершили в 1990 году. В 2008 три из шести котлов станции были переведены на сжигание природного газа, что позволило значительно улучшить экономические и экологические характеристики ТЭЦ. С образованием в 1993 году ОАО «Хабаровскэнерго», Николаевская ТЭЦ вошла в его состав. С 2007 года Николаевская ТЭЦ является структурным подразделением филиала «Хабаровская генерация» АО «Дальневосточная генерирующая компания». В январе 2021 года начат перевод котлоагрегата №1 на сжигание природного газа. Завершение газификации электростанции планируется в 2023 году.